# Walter Fisch

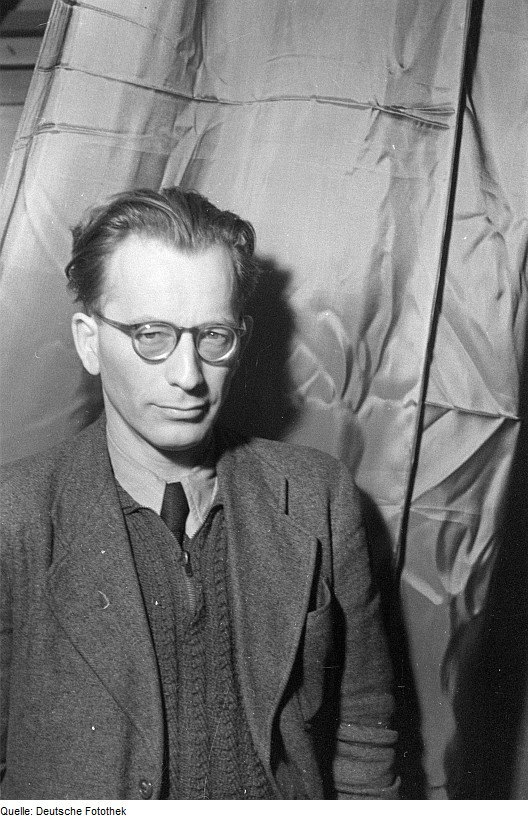
Walter Fisch (1946)

Walter Fisch (* 16. Februar 1910 in Heidelberg; † 21. Dezember 1966 in Frankfurt am Main) war ein deutscher Politiker der KPD.

## Leben
Der Sohn eines Zigarettenfabrikanten legte 1928 das Abitur ab. Bereits 1925 trat er der Bündischen Jugend bei, 1927 der Rote Hilfe Deutschland. Bis 1931 studierte er Betriebswirtschaft in Frankfurt am Main. Ab 1928 war er Funktionär des KJVD, seit 1932 Mitglied des Landessekretariats der KPD in Hessen. 1933 wurde er verhaftet.

### Emigration und Remigration
Nach der Entlassung konnte er noch im gleichen Jahr in die Schweiz fliehen. Dort wurde er Emigrationsleiter der KPD und wurde deshalb 1935 aus der Schweiz ausgewiesen. Er ging nach Prag und war dort bis 1938 für die Rote Hilfe tätig.
Anschließend kehrte er illegal in die Schweiz zurück und wurde dort 1939–1944 interniert. In dem Zusammenhang, wurde er aufgrund seiner politischen Tätigkeit, durch die zweite Abteilung des Obergerichts des Kantons Aargau am 1. September 1942, auf Beschwerde der Staatsanwaltschaft, zusammen mit Wilhelm Frank, Rudolf Singer und Kurt Seliger "wegen Betätigung für die kommunistische Partei und wegen kommunistischer Propagandatätigkeit bzw. wegen Vorschubleistung zu solcher gemäß Art. 1 und 2 des BRB vom 6. August 1940 betreffend Maßnahmen gegen die kommunistische und anarchistische Tätigkeit, sowie gemäß Art. 1 und 2 des BBB vom 26. November 1940 betreffend Auflösung der kommunistischen Partei der Schweiz", schuldig und verurteilte sie zu Gefängnisstrafen. Das Urteil wurde vom Schweizer Bundesgericht, dem Kassationshof, am 20. November 1942, wegen einer Nichtigkeitsbeschwerde der Verurteilten aufgehoben. So entgingen die Verurteilten ihrer Ausweisung durch den Schweizer Bundesrat.
Danach war Fisch Mitglied der provisorischen Leitung der Bewegung Freies Deutschland und in dieser Funktion verantwortlich für die Arbeit unter deutschen Militärinternierten und Flüchtlingen. Er war Mitglied der Redaktion der Zeitschrift „Über die Grenzen“.
Im Mai 1945 kehrte er nach Hessen zurück und wurde dort Landesleiter der KPD Hessen. Der 15. Parteitag der KPD im April 1946 delegierte Fisch und elf weitere westdeutsche Spitzenfunktionäre in den SED-Parteivorstand. Auf Anordnung der britischen und amerikanischen Militärregierungen mussten sie diese Parteiämter jedoch niederlegen, da die SED in den Westzonen nicht zugelassen war. Fisch war 1946 Mitglied der Verfassungberatenden Landesversammlung und Beratenden Landesausschusses von Groß-Hessen und 1947 Mitglied des Hessischen Landtages. Auf dem Parteitag am 28. April 1948 in Herne/Westfalen wurde er zum stellvertretenden Vorsitzenden der KPD in den Westzonen gewählt. Auf diesem Parteitag benannte sich die KPD in Sozialistische Volkspartei Deutschlands um, was ihr jedoch durch die Besatzungsbehörden am 7. Juni 1948 wegen „Irreführung“ (so General Robertson) verboten wurde. Fisch war einer der theoretischen Vordenker dieses Versuchs einer Ausweitung der KPD-Basis in den linkssozialdemokratischen Bereich hinein gewesen.
Von 1949 bis 1953 war er Mitglied des ersten Deutschen Bundestages. Am 27. Juli 1950 wurde er wegen unparlamentarischen Verhaltens von Vizepräsident Hermann Schäfer für 30 Sitzungstage aus dem Bundestag ausgeschlossen. Im Rahmen der sog. „Blitzsäuberung“ (nämlich von Westemigranten) im Frühjahr 1951 verlor er seine Vorstandsämter in der Partei.
Nach dem Verbot der KPD 1956 war er illegal weiter für die Partei tätig und wurde 1958 gemäß § 83 StGB wegen „Vorbereitung eines hochverräterischen Unternehmens“ zu drei Jahren Gefängnis verurteilt, aber 1959 vorzeitig wieder entlassen. Anschließend war er als kaufmännischer Angestellter und freier Journalist in Frankfurt am Main tätig.